# Piernicola Pedicini
 (juillet 2014).
Si vous disposez d'ouvrages ou d'articles de référence ou si vous connaissez des sites web de qualité traitant du thème abordé ici, merci de compléter l'article en donnant les références utiles à sa vérifiabilité et en les liant à la section « Notes et références ».
Piernicola Pedicini, né le 22 mai 1969 à Bénévent, est un homme politique italien, membre du Mouvement 5 étoiles (M5S) de 2013 à 2020.   
Il est un fervent défenseur de l'environnement. Il est titulaire d'un diplôme en physique théorique, avec une spécialisation en physique médicale.
Il est marié et a deux enfants.

## Biographie
Piernicola Pedicini est élu député européen le 25 mai 2014, réélu en 2019.
En janvier 2017, il se porte candidat à la présidence du Parlement européen au nom du groupe ELDD. Il n'est toutefois pas élu. 
En 2014, il a été élu membre du Parlement européen (MPE), se présentant comme membre du Mouvement 5 étoiles.    